# Néré
Néré ist eine französische Gemeinde mit 667 Einwohnern (Stand: 1. Januar 2022) im Département Charente-Maritime in der Region Nouvelle-Aquitaine (vor 2016: Poitou-Charentes); sie gehört zum Arrondissement Saint-Jean-d’Angély und zum Kanton Matha. Die Einwohner werden Néréens und Néréennes genannt.

## Geographie
Néré liegt etwa 70 Kilometer ostsüdöstlich von La Rochelle in der Saintonge. Umgeben wird Néré von den Nachbargemeinden Contré im Nordwesten und Norden, Vinax im Norden, Romazières im Norden und Nordosten, Les Éduts im Nordosten, Seigné im Osten und Südosten, Le Gicq im Süden, Loiré-sur-Nie im Südwesten und Westen sowie Villemorin im Westen.

## Bevölkerungsentwicklung
| Jahr                       | 1962 | 1968 | 1975 | 1982 | 1990 | 1999 | 2006 | 2019 |
| Einwohner                  | 1056 | 961  | 905  | 849  | 752  | 742  | 735  | 683  |
| Quellen: Cassini und INSEE |      |      |      |      |      |      |      |      |

## Sehenswürdigkeiten
- Kirche Saint-Pierre-ès-Liens aus dem 12. und 13. Jahrhundert, seit 1925 als Monument historique eingeschrieben

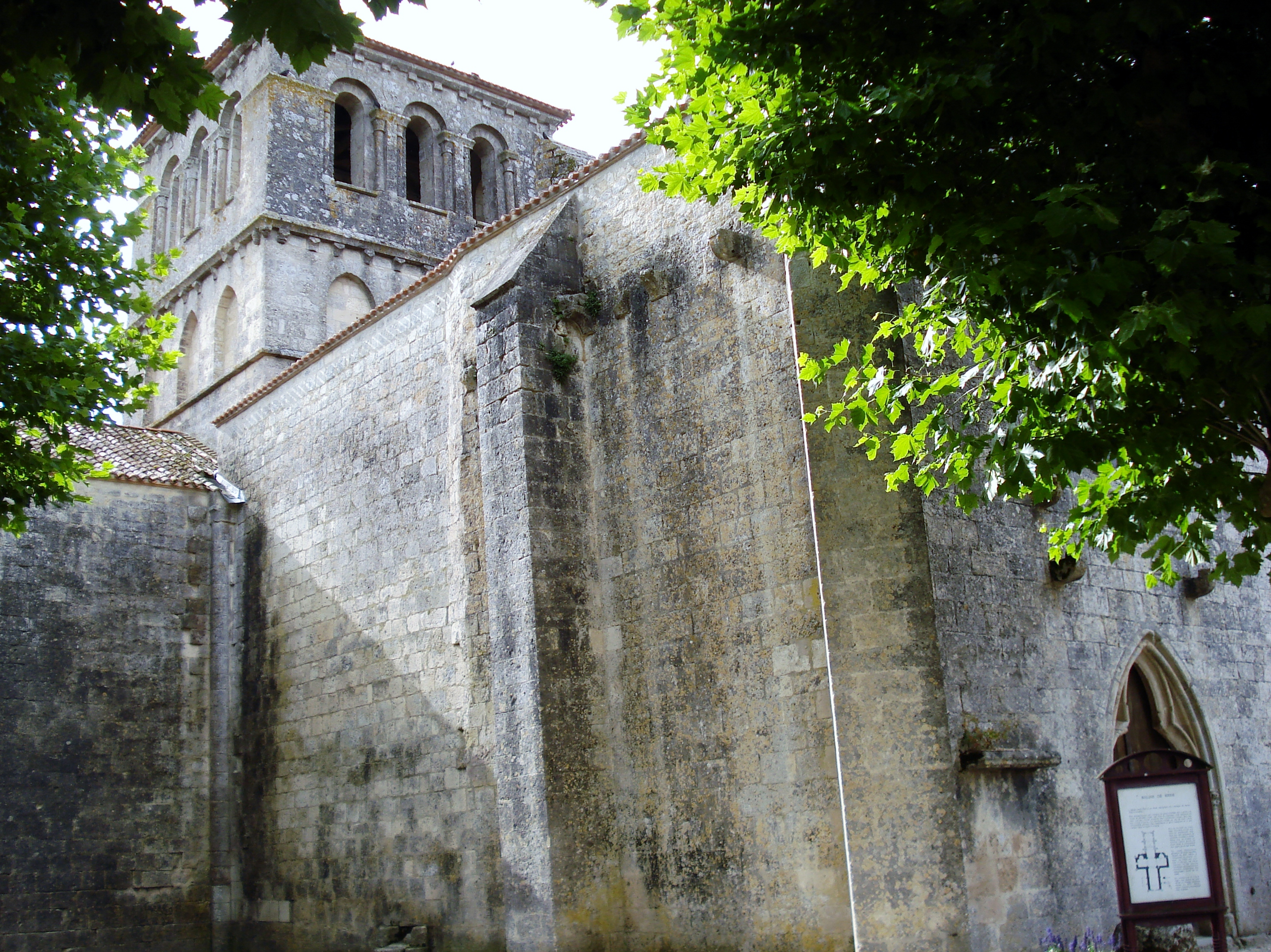
Kirche Saint-Pierre-ès-Liens